# 1936 au Manitoba
Chronologie du Manitoba
- 1932
- 1933
- 1934
- 1935
- 1936
- 1937
- 1938
- 1939
- 1940

Cette page concerne des événements d'actualité qui se sont produits durant l'année 1936 dans la province canadienne du Manitoba.

## Politique
- Premier ministre : John Bracken
- Chef de l'Opposition :
- Lieutenant-gouverneur : William Johnson Tupper
- Législature :

## Naissances

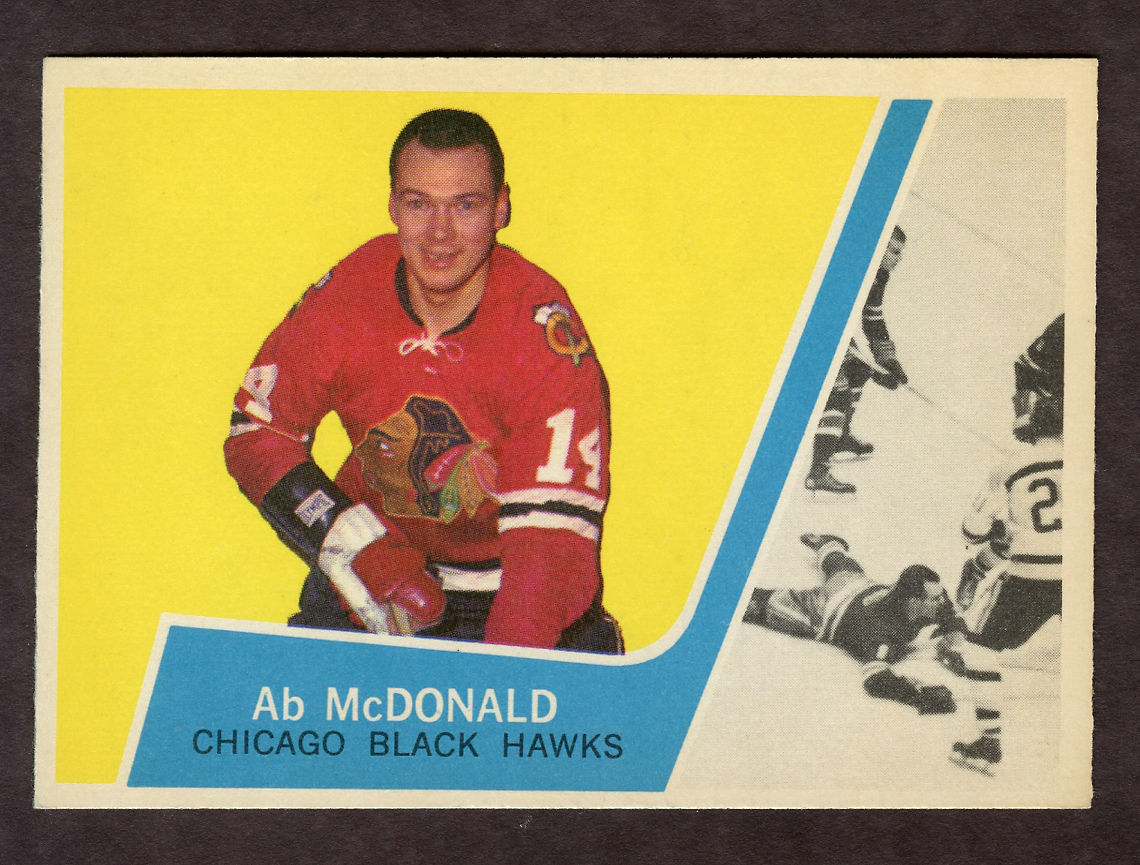
Ab McDonald

- 18 février : Ab McDonald (né à Winnipeg) est un joueur professionnel de hockey sur glace.

- 18 juillet : Ted Harris (né à Winnipeg) est un joueur de hockey sur glace de la Ligue nationale de hockey.

- 14 septembre : Roy Eric Peterson, né à Winnipeg et mort le 29 septembre 2013 à West Vancouver (à 77 ans)[1], est un dessinateur caricaturiste de presse canadien, qui travailla pour The Vancouver Sun, entre 1962 et 2009.